# Multitude
Albums de Stromae
Racine carrée
(2013)
Singles
1. Santé
Sortie : 15 octobre 2021
2. L'Enfer
Sortie : 9 janvier 2022
3. Fils de joie
Sortie : 23 juin 2022
4. Mon amour
Sortie : 27 juillet 2022

Multitude est le troisième album studio du chanteur belge Stromae sorti le 4 mars 2022. 
Certifié disque d'or en France une semaine, il a atteint le seuil du triple disque de platine (plus de 300 000 ventes) deux ans plus tard. Ses ventes mondiales dépassaient les 870 000 exemplaires fin 2024.

## Historique
En décembre 2021, il est annoncé que l'album sortira le 4 mars 2022. C'est le troisième album studio de Stromae, et le premier depuis Racine carrée en 2013,.
Le premier single, Santé, sort le 15 octobre 2021. Avec lui, Stromae se produit dans l'émission américaine The Tonight Show Starring Jimmy Fallon. Stromae fait une pause musicale et revient avec cet album. Multitude inclut divers styles musicaux issus de différentes cultures, comme on le voit dans Santé et L'Enfer.  
L'album fait ses débuts au numéro un des charts en Belgique, aux Pays-Bas, en France et en Suisse.

## Singles
Multitude a été promu par quatre singles :
1. Santé est sorti en tant que premier single le 15 octobre 2021, accompagné d'un clip où l’on voit de nombreux travailleurs faire la fête.vidéo[9] ;
2. L'Enfer est sorti le 9 janvier 2022 après l'avoir interprété en direct lors d'une interview sur TF1. Un clip, en plan séquence, est sorti quelques jours plus tard[10].
3. Fils de joie est sorti le 23 juin 2022 le 3e extrait de l'album. Dans le clip, tourné au Parc du Cinquantenaire à Bruxelles, Stromae est chef d’état d’un pays imaginaire qui organise l’enterrement d’une défunte prostituée.
4. Mon amour est sorti le 27 juillet 2022 dans une version inédite, en duo avec la chanteuse Camila Cabello et accompagné d'un clip inspiré de l'univers de la télé-réalité[11]. En moins de vingt-quatre heures, la vidéo franchit la barre du million de vues[12].

## Critique
L'album a reçu des critiques positives de la part des critiques de musique. Ainsi, sur le site de l'agrégateur Metacritic, il a une note moyenne de 85 sur 100 basée sur cinq avis.
Le magazine Clash a déclaré que Multitude est le retour parfait pour un talent musical aussi énorme, servant non seulement de rappel de ses talents innovants, mais soulignant également à quel point son paysage sonore et sa narration se sont enrichis au cours de sa pause. Ali Shatler de NME a noté que la voix de l'artiste est aussi flexible que les paysages sonores saccadés et saccadés, et que l'album entier est une écoute fascinante qui surprend constamment. Le critique de Quietus, Jeremy Allen, a écrit que le troisième album de Stromae ne répéterait peut-être pas les merveilles économiques du second, mais c'est un ajout puissant au canon de l'artiste et un merveilleux cadeau au monde.

## Accueil commercial
L'album est numéro 1 du Top Albums dès la première semaine de sa sortie cumulant 81 000 ventes.
Désormais certifié triple disque de platine pour plus de 300 000 ventes en France, l'album reçoit une récompense équivalente pour ses ventes à l'export, où il dépasse également les 300 000 ventes.

### Classements hebdomadaires
| Classements (2022)                 | Meilleure position |
| ---------------------------------- | ------------------ |
| Allemagne (Media Control AG)       | 4                  |
| Autriche (Ö3 Austria Top 40)       | 2                  |
| Belgique (Flandre Ultratop)        | 1                  |
| Belgique (Wallonie Ultratop)       | 1                  |
| Canada (Canadian Albums)           | 4                  |
| Danemark (Tracklisten)             | 8                  |
| Écosse (OCC)                       | 49                 |
| Espagne (Promusicae)               | 6                  |
| États-Unis (US Heatseekers Albums) | 2                  |
| États-Unis (US World Albums)       | 1                  |
| France (SNEP)                      | 1                  |
| Hongrie (Mahasz)                   | 27                 |
| Irlande (IRMA)                     | 89                 |
| Islande (Plötutíðindi)             | 33                 |
| Italie (FIMI)                      | 10                 |
| Lituanie (AGATA)                   | 32                 |
| Pays-Bas (Mega Album Top 100)      | 1                  |
| Royaume-Uni (UK Albums Chart)      | 94                 |
| Suède (Sverigetopplistan)          | 59                 |
| Suisse (Schweizer Hitparade)       | 1                  |
| Suisse (Charts Romandie)           | 1                  |

### Certification
{|
| Région                                                                                                 | Certification | Ventes/Streams |
| --- | ------------- | -------------- |
| Belgique (BEA)                                                                                         | 3 × Platine   | 60 000*        |
| France (SNEP)                                                                                          | 3 × Platine   | 300 000        |
| Résumé                                                                                                 |               |                |
| Monde                                                                                                  | —             | 870 000        |
| *Ventes selon la certification ^Mise en rayon selon la certification xNon précisé par la certification |               |                |

## Liste des pistes
Toutes les chansons sont écrites et composées par Paul Van Haver, sauf exceptions notées.
| Multitude | Multitude            | Multitude                                  | Multitude               | Multitude | Multitude | Multitude | Multitude | Multitude | Multitude |
| No        | Titre                | Musique                                    | Auteur                  | Durée     |           |           |           |           |           |
| --------- | -------------------- | ------------------------------------------ | ----------------------- | --------- | --------- | --------- | --------- | --------- | --------- |
| 1.        | Invaincu             |                                            |                         | 2:05      |           |           |           |           |           |
| 2.        | Santé                | Paul Van Haver, Moon Willis, Juanpaio Toch |                         | 3:10      |           |           |           |           |           |
| 3.        | La Solassitude       |                                            |                         | 3:15      |           |           |           |           |           |
| 4.        | Fils de joie         |                                            |                         | 3:15      |           |           |           |           |           |
| 5.        | L'Enfer              |                                            |                         | 3:10      |           |           |           |           |           |
| 6.        | C'est que du bonheur | Paul Van Haver, Moon Willis                |                         | 2:42      |           |           |           |           |           |
| 7.        | Pas vraiment         | Paul Van Haver, Selman Faris               |                         | 2:42      |           |           |           |           |           |
| 8.        | Riez                 |                                            |                         | 3:21      |           |           |           |           |           |
| 9.        | Mon amour            | Paul Van Haver, Luc Van Haver              |                         | 2:52      |           |           |           |           |           |
| 10.       | Déclaration          |                                            |                         | 3:04      |           |           |           |           |           |
| 11.       | Mauvaise journée     |                                            |                         | 3:07      |           |           |           |           |           |
| 12.       | Bonne journée        | Paul Van Haver, Luc Van Haver              | Paul Van Haver, Orelsan | 3:12      |           |           |           |           |           |
| 35:48     |                      |                                            |                         |           |           |           |           |           |           |

## Clips vidéos
- Santé : 15 octobre 2021
- L'Enfer : 12 janvier 2022
- Fils de joie : 7 mars 2022
- Mon amour (avec Camila Cabello) : 27 juillet 2022

## Musiciens et crédits
Invaincu a été composé par Stromae, Bruno Letort et l'Orchestre National de Belgique. Le trio de voix bulgares Orenda composé de Stefka Mileva, Julia Orcet et Sandrine Condry. Orelsan a aidé Stromae pour la construction du morceau et y a trouvé une instrumentale très combative, guerrière contre la maladie.
Santé a été composé par Stromae, Moon Willis et Juanpaio Toch
La Solassitude a été composé par Stromae, Bruno Letort, l'Orchestre national de Belgique ainsi que le joueur d'erhu Guo Gan.
Fils de joie a été composé par Stromae & Bruno Letort. C'est un sample d'une première musique composée par Maria Elena Bolia, Dimitry Silvan, Olga Scrubvoka, Kateljine Onsia et Bart Naessens.
L'enfer a été composé par Stromae, Alfredo Coca, Stefka Miteva, Bruno Letort. Le trio Orenda y a participé et l'Orchestre national de Belgique aussi.
C'est que du bonheur a été composé par Stromae, Moon Willis et Alfredo Coca.
Pas vraiment a été composé par Stromae, Selman Faris et Don Dada.
Selman Faris est un joueur de ney et Don Dada est un producteur de hip-hop .
Riez a été composé par Stromae, Bruno Letort et l'Orchestre national de Belgique.
Mon amour a été composé par Stromae, Luc Van Haver (le frère de Stromae) et Moon Willis. C'est un sample de Sucre Es Estribillo d'Herman Gamboa.
Déclaration a été composé par Stromae, Bruno Letort, l'Orchestre National de Belgique et Taylan Acar, un joueur de zurna.
Mauvaise journée a été composé par Stromae, Alfredo Coca,Moon Willis, Simon Lequy et Adrien Lambinet.
Bonne journée a été composé par Stromae, Orelsan, Luc Van Haver, Alfredo Coca, Moon Willis, Selman Faris et le trio Orenda